# Neodexiopsis paranaensis
Neodexiopsis paranaensis är en tvåvingeart som beskrevs av Costacurta, Couri och Carvalho 2005. Neodexiopsis paranaensis ingår i släktet Neodexiopsis och familjen husflugor. Inga underarter finns listade i Catalogue of Life.